# Polycanthagyna
Polycanthagyna is een geslacht van libellen (Odonata) uit de familie van de glazenmakers (Aeshnidae).

## Soorten
Polycanthagyna omvat 4 soorten:
- Polycanthagyna chaoi Yang & Li, 1994
- Polycanthagyna erythromelas (McLachlan, 1896)
- Polycanthagyna melanictera (Selys, 1883)
- Polycanthagyna ornithocephala (McLachlan, 1896)